# Zoomusicología
Zoomusicología es un campo de investigación dentro de la musicología y la zoología, o más específicamente, de la zoosemiótica. La zoomusicología estudia la música de animales no humanos,[cita requerida] o los aspectos musicales del sonido o la comunicación producidos y recibidos por animales. Este campo se diferencia así del de la etnomusicología, en el cual se estudian los aspectos antropológicos y culturales de la música humana.

## Antecedentes
Ya en 1941 el etnomusicólogo George Herzog interrogó  "¿Tienen los animales música?".[cita requerida] La obra pionera de 'François-Bernard Mâche' Musique, mythe, nature, ou les Dauphins d'Arion (1983), que incluye un estudio de la  "ornito-musicología" utilizando la técnica del análisis de segmentación paradigmática (desarrollada en la obra Langage, musique, poésie de Nicolas Ruwet de 1972), muestra que los cantos de aves se organizan de acuerdo a un principio musical de repetición-transformación. Uno de los propósitos del libro era "comenzar a hablar de la música animal de otra manera que no sea entre comillas". El zoomusicólogo Dario Martinelli atribuye a este autor la creación del campo de la Zoomusicología, la cual define como el "uso estético de la comunicación sonora entre los animales."

## Música animal
El musicólogo Marcello Sorce Keller atribuye cualidades musicales a los sonidos animales, específicamente a los cantos de las ballenas y los pájaros, afirmando que en sus variaciones regionales pueden encontrarse parecidos con rasgos culturales en la música humana. El autor aboga por un estudio combinado de la zoomusicología y la etnomusicología, sugiriendo que "la investigación musical académica que excluya a los animales no humanos será finalmente incapaz de describir cuán musical es el Hombre”.

## Sonidos animales en la música
Como experimento para probar su teoría de los orígenes emocionales de la música, David Teie creó música específica de especies y la probó en monos tamarinos algodonosos. Los resultados del estudio, llevado a cabo por Charles T. Snowdon, indican que la música escrita por Teie fue la primera que demostró ser efectiva para otra especie además del ser humano en un experimento controlado. El compositor japonés Shinji Kanki hace música para delfines basándose en parámetros sonoros que se encuentran en el canto de los delfines o que se ha descubierto que agradan a los delfines, por ejemplo en su obra Música para delfines (Composición improvisacional ultrasónica) para auriculares ultrasónicos subacuáticos (2001). 
Por otra parte, varios compositores a través de la historia han evocado o imitado sonidos de animales en sus composiciones, entre las que se pueden destacar La Gallina (1728) de Jean-Philippe Rameau, el Carnaval de los Animales (1886) de Camille Saint-Saëns, el Catálogo de los Pájaros (1956–58) de Olivier Messiaen y el El Relicario de los Animales (1977) de Pauline Oliveros. Otros ejemplos incluyen Y Dios creó grandes ballenas (1970) de Alan Hovhaness, Vox Balaenae (1971) de George Crumb, e Invención el canto del Vireo atriccapillus (1999) y Kha Pijpichtli Kuikatl (2003) de Gabriel Pareyon. A. J. Mithra, zoomusicólogo indio, ha hecho música usando sonidos naturales de pájaros, animales y ranas desde 2008.